# Erreway
Erreway  é um grupo vocal argentino de música pop criado a partir da telenovela Rebelde Way (2002–2003). A formação original do grupo era composta por quatro integrantes: Luisana Lopilato, Camila Bordonaba, Felipe Colombo e Benjamín Rojas. Além de seu país natal, o quarteto teve grande sucesso também na Espanha e Israel. Foi realizada uma turnê onde mais de 10 mil pessoas assistiram a mais de 30 apresentações que aconteceram no Estádio Bloomfield, nos anos de 2003 e 2004. O Erreway vendeu aproximadamente um milhão de discos em toda sua carreira. Devido a seu sucesso, o grupo estrelou o filme Erreway: 4 caminos (2004).
Em novembro de 2004, o quarteto se separou, e cada um dos integrantes passou a seguir carreira solo. Por conta do sucesso na Espanha, a partir de 2006, o grupo resolveu se juntar novamente, porém sem Lopilato, que estava trabalhando nas gravações da telenovela Casados con hijos e não pôde participar da turnê. Depois de anunciarem o lançamento de um novo disco, em meados de 2007, o grupo se dissolveu novamente.

## Integrantes
| Nome                     | Nascimento                      | Origem                   |
| ------------------------ | ------------------------------- | ------------------------ |
| Camila Bordonaba Roldán  | 4 de setembro de 1984 (40 anos) | El Palomar, Argentina    |
| Felipe Colombo Eguía     | 8 de janeiro de 1983 (42 anos)  | Ciudad de México, México |
| Luisana Loreley Lopilato | 18 de maio de 1987 (37 anos)    | Buenos Aires, Argentina  |
| Benjamín Rojas Pessi     | 16 de abril de 1985 (40 anos)   | La Plata, Argentina      |

## Biografia

### 1996–2002:Chiquititas,Rebelde WayeSeñales
Chiquititas foi uma popular série de televisão argentina para crianças e jovens adultos na Argentina. Foi criado pela eminente produtora de televisão Cris Morena e também teve suas versões no Brasil e no México. Camila Bordonaba foi a primeira a se juntar a Chiquititas, dando vida ao papel de Pato em 1996. Em 1999, sua personagem deixou a série, e Bordonaba voltou como Camila Bustillo. Benjamín Rojas foi escalado em 1998, interpretando Yago. Felipe Colombo estrelou a versão mexicana de Chiquititas, juntando-se à série original em 1999 junto com Luisana Lopilato. Em 2001, eles reprisaram seus papéis no filme spin–off de Chiquititas, Chiquititas: Rincón de Luz. Enquanto atuavam na série, todos descobriram seus talentos musicais.

Erreway durante a Tour Señales, realizada no Grand Rex em Buenos Aires, em dezembro de 2002. (E–D: Luisana, Camila, Benjamín e Felipe)

Erreway nasceu em maio de 2002 como um projeto paralelo à bem-sucedida novela juvenil Rebelde Way de Cris Morena. A banda formada por Camila Bordonaba, Benjamin Rojas, Felipe Colombo e Luisana Lopilato, antigos conhecidos de outra trama de sucesso Chiquititas. também teve sua própria história dentro de Rebelde Way e suas músicas formaram a trilha sonora da novela. Escrita por Patricia Maldonado (a mesma autora de Chiquititas), a novela Rebelde Way traz humor e drama, trilha eficiente e ótimos efeitos de pós-produção, todos os ingredientes necessários para manter viva a atenção dos jovens telespectadores da época.
No fim de julho de 2002, foi lançado o álbum de estreia da banda, intitulado Señales, composto por 12 faixas, incluindo os hits de Rebelde Way. As faixas do álbum foram compostas por Cris Morena e Rocky Nilson, e foi certificado com platina quíntupla na Argentina. Seu primeiro single, intitulado "Sweet Baby", chegou a se posicionar no número 1 da MTV Argentina e nos 40 Principales, além de quase todas as estações de rádio. Nesse ano, a banda fez sua primeira apresentação no Abasto Shopping, em Buenos Aires, junto com os músicos, na frente de mais de 15.000 pessoas, apresentando seu primeiro álbum.
Os quatro integrantes logo conquistaram o carinho do público e ganharam as páginas dos principais meios de comunicação como a revista Caras, uma das mais importantes no segmento artístico argentino, tendo como destaque o texto "uma fonte de otimismo em meio à crise", citando a grave situação econômica que o país passava na época.

"Eu gostei muito. Aos 15 anos eu era uma garota, mas sabia que estava gerando dinheiro e que estava trabalhando seriamente. Minha família foi o apoio que sempre me ajudou. Cris [Morena] também me guiou nas decisões que eram importantes para mim. E isso foi importante, estar cercada por pessoas que me amam e cuidam de mim."

– Lopilato em entrevista para El mundo nos mira.
Em 20 de setembro, Erreway inicia sua primeira turnê no teatro Gran Rex, na Argentina, com 15 apresentações no musical Rebelde Way "El Show", com todos os ingressos vendidos. Após o sucesso de seu primeiro álbum e os shows no Grand Rex, Erreway inicia a Tour Señales, passando por todo o país, logo após o término da primeira temporada da novela. Além disso, eles apresentaram um novo concerto no teatro Gran Rex. Os membros tinham que dividir a agenda pessoal deles entre ensaios, escola e gravações. Antes da puxada temporada de shows no Gran Rex, os 4 tiravam os fins de semana para ensaios com a banda e principalmente com um professor de canto, para que mantivessem a qualidade nas canções e preservassem suas vozes.
No entanto, a partir da exibição da trama de Cris Morena, a audiência do Canal 9 triplicou, permanecendo em muitas vezes no primeiro lugar, na faixa horária das 20 horas.
Ainda em 2002, a marca Rebelde Way, passa a ser comercializada pela Warner, ganhando destaque a revista Rebelde Way, que chegou a ter uma tiragem superior a 300 mil exemplares - só 280 mil nos primeiros 5 meses -, lançados pela Editoral Atlántida. Produtos de marcas internacionais, passam a apoiar a banda e a novela como: Pepsi, McDonald's e a grife de roupas 47 Street, que passou à vestir Camila e Luisana .

### 2003–2004:Tiempo,4 Caminos,Memoriae separação
Para iniciar o ano de 2003, Felipe e Camila mudam de visual radicalmente, a fim de receber o novo tema da segunda temporada de Rebelde Way: Tiempo. Sendo assim, um tempo de mudanças, um tempo de grandes confusões para todos na trama e na banda também. E em 24 de fevereiro de 2003 é lançado o segundo álbum de estúdio do grupo: Tiempo.
Com o lançamento do segundo disco, abrem-se novos horizontes e novos espaços para o grupo. Erreway passa a fazer shows fora do país como: Uruguai, Peru, Equador, República Dominicana e Israel, onde nesse país foi um dos mais marcantes no pequeno tempo de sucesso do grupo. Junto a uma equipe de 40 profissionais, o grupo Erreway realiza mais de 10 apresentações no estádio de Tel Aviv, com um público superior a 160 mil pessoas e tendo todos os ingressos esgotados. Um mega recital, com direito a presença do elenco juvenil da série, fez com que milhares de jovens israelenses se encantassem mais ainda pela banda. O fato foi parar na rede de notícias americana CNN, que noticiava o cessar fogo dado pelas "guerrilhas" daquele país por causa da presença do elenco de Rebelde Way, uma trama argentina de sucesso em Israel. A influência da novela transformou um país arrasado por problemas econômicos e de segurança, os jovens de Israel passaram a falar castelhano, já que a novela era exibida em idioma original com legendas em hebraico. O sucesso "Rebelde Way", foi parar no parlamento israelense.
Na Argentina, o álbum Tiempo já tinha chegado ao Disco Duplo de Platino. O single "Tiempo", composto pela parceria inédita entre Cris, Gustavo Novello e Silvio Furmanski, se manteve por mais de 3 semanas nas paradas das rádios argentinas.
O sucesso ficou pequeno para o CANAL 9, por isso eles anunciam a saída da novela da grade de programação. Apesar disso, o canal América TV, se interessa e passa a exibi-la em sua grade a partir de 30 de julho de 2003. Nesta época há uma pequena mudança no roteiro e toda a estrutura muda de local. Os atores viajam para Bariloche, a fim de ganhar tempo para as mudança estruturais e assim quando regressam a capital, tudo recomeça e volta à normalidade.
A agenda de shows do grupo lota e em julho e setembro de 2003, o grupo realiza uma turnê pela Peru e mais 11 cidades argentinas, além do Gran Rex, em Buenos Aires.
Com término da segunda e última temporada de Rebelde Way, a banda passa a focar o trabalho no filme Erreway: 4 caminos, lançado em julho de 2004. Ma antes disso, eles lançam o seu último trabalho em estúdio como Benja, Cami, Feli e Lu, o álbum Memoria, que trazia as canções do filme e vendeu mais de 200 mil cópias na Argentina. O álbum foi oficialmente lançado em 24 de fevereiro de 2004.
Em 8 de outubro de 2004, acontece um dos momentos mais emocionantes da história da banda. O grupo realiza um show no Velódromo Municipal de Montevidéu, no Uruguai, para 11 mil pessoas debaixo de uma tempestade de chuva. Com o repertório dos 3 CDs interpretados, mais uma música exclusiva em acústico. O dia ficou marcado e atualmente é comemorado desde 8 de outubro de 2007, como o Dia Internacional do Erreway.
A Argentina se despediu do grupo em 18 de outubro de 2004, num show realizado no ginásio Luna Park, na capital argentina. Tomando em punho uma guitarra, Felipe gritava: "Está proibido não gritar!".
O último show oficial da banda como quatro componentes, foi realizado na República Dominicana, no dia 24 de novembro de 2004 - às 20 horas. Após o show no Palacio de Los Deportes de Santo Domingo, a produtora Cris Morena Group, divulgou um comunicado informando a separação oficial da banda que por 2 anos obteve um enorme sucesso por onde passou. A partir daquele momento, Camila, Felipe, Benjamín e Luisana, se dedicariam a projetos solos.

### 2005–2007: Retorno como um trio e segunda separação
Ainda que o grupo não existisse mais, a comercialização da novela - porta de entrada para o grupo Erreway - continuava a circular pelo mundo. Em 2005, a novela começava a ganhar forma de sucesso na Espanha. Ainda pela antiga Fox Kids, Rebelde Way já era exibida por lá. O grande estouro começou entre 2005 e 2006, enquanto na Argentina os quatro caminhos continuavam a atuar em suas novelas, por separados, Rebelde Way começava a ter sucesso entre os adolescentes espanhóis, já pelo canal Jetix (antigo Fox Kids). Em 2006, o canal de tv por aberto Locália Televisión comprou os direitos de exibição. A partir daí, os que não tinham acesso a novela passaram a ver de segunda à sexta, às 19 horas, a trama que foi febre entre 2002 e 2003 na Argentina e em outros países. Outro canal copia o sucesso e também compra os direitos, assim sendo, a novela passa a ser exibida em 3 canais ao mesmo tempo na Espanha, uma das maiores concorrentes da Locália, Antena 3 compra os direitos da versão mexicana da novela, Rebelde, somente no ano seguinte.
O fenômeno Erreway se reacende 2 anos depois, no outro lado do Oceano Atlântico, novos fãs começam a surgir e os que já conheciam, voltam a falar da novela. A gravadora espanhola Warner Music, obtém as músicas dos álbuns da banda e lançam o compilatório El Disco de Rebelde Way lançado exclusivamente na Espanha em fevereiro de 2006. O álbum rapidamente alcança na lista dos mais vendidos da Espanha, com cerca de 350 mil cópias vendidas. A Warner convida o elenco protagonista a vir ao país para realizar promoção do álbum, que contém as músicas dos dois primeiros álbuns do grupo Señales (2002) e Tiempo (2003), além de um DVD com clipes da banda. A produtora Cris Morena Group, assina o acordo e Felipe e Camila aceitam ir para a Espanha, em junho de 2006. Felipe tinha recentemente estreado nos palcos argentinos ao lado de seu pai, Juan Carlos Colombo e Camila tinha recém saído da novela Gladiadores Del Pompeya. Benjamín e Luisana, não puderam ir porque estavam ocupados com as gravações de Alma Pirata, novela de Cris Morena para Telefe. O sucesso que aconteceu 3 anos antes em Israel, volta desta vez na Espanha e o Erreway, volta a ganhar as páginas dos jornais e revistas de lá e também na Argentina, destacando a volta do sucesso mesmo com o fim da banda. Na Espanha, Felipe e Camila viajam pelas principais cidades e realizam uma série de entrevistas para os meios de comunicação e também várias horas de autógrafos. Cerca de 5 mil fãs comparecem em uma das cidades que eles visitaram. A volta do grupo por completo, começa a ser comentado pelos fãs e logo acaba saindo da boca do próprio Felipe Colombo em entrevista para o programa 40' Pop, no canal Cuatro. "Já vemos uma possibilidade da gente, caso voltar a se reunir, vamos fazer com tempo, pois temos que nos lembrar das canções, temos que voltar ensaiar, para que possamos fazer um bom show e que nos divirta fazer e que divirta o público também", disse ele.

Erreway durante a Gira de España, em dezembro de 2006. (E–D: Felipe, Camila e Benjamín)

Já em setembro daquele ano, os acertos são feitos e as negociações entre os ex-integrantes do grupo, Dori Media, a gravadora Warner e a criadora, Cris Morena, se avançam e assim fica acertado os primeiros passos para uma turnê especial naquele país. Camila, Felipe, Benjamin e Luisana são convocados para começarem os ensaios, porém Luisana não comparece e o empresário dela, seu pai, não concorda com o que foi combinado. A promoção dos shows começa a rolar pela Espanha (com a imagem dos 4 integrantes), e mais uma vez, Horacio Nieto está a frente da turnê. Após vários boatos e comentários, sobre a ida ou não de Luisana à turnê, o mistério fica esclarecido com a presença de apenas 3 integrantes da nova formação. Fica provado o início da "nova fase" do grupo. Os fãs começam a denominar a banda como "Err3way". Em dezembro de 2006, Felipe, Camila e Benjamín desembarcam em Madrid e inicia uma série de shows por 4 cidades espanholas. No roteiro estão: Madrid, Murcia, Valencia e La Coruña. No dia 6 de dezembro de 2006, o grupo aterrissou num magnífico show na capital espanhola, Madrid, com o público estimado de 15 mil pessoas. O show histórico foi gravado e virou um especial de 2 horas transmitido pelo canal espanhol Locália no dia 25 de dezembro. Esta turnê foi crucial para que a Warner fizesse uma proposta de gravar um novo disco. A volta da banda seria definitiva, a carreira seria impulsionada da Espanha para outros países e o novo CD já tinha um nome: Vuelvo. Com a possibilidade de volta por definitivo da banda, os integrantes já tinham ajeitado suas agendas na Argentina para se dedicar as gravações do álbum e assim foi. Felipe Colombo e Camila Bordonaba começaram a atuar juntos na série de comédia Son de Fierro, do Canal 13, no início de 2007 e após alguns meses, Camila saiu da trama. Cris Morena poupou Benjamín de um novo papel na televisão.
Especulações que uma nova turnê estaria sendo montado para setembro daquele ano aumentam e uma lista é divulgado pelos promotores da banda. Por falta de tempo, o grupo grava 5 novas canções e o resto do álbum sendo composto por canções do álbum Memoria, o último do grupo lançado em 2004. O álbum Vuelvo, seria lançado em meados de agosto de 2007. Os integrantes chegaram a aparecer na revista Super Pop na Espanha e para promover a série de shows que ocorreria em setembro daquele ano, Camila, Felipe e Benjamín vão para o Festival Sunny Day, realizado na cidade de Valencia no dia 24 de julho. Mais de 3 mil fãs assistiram o que seria a última apresentação do grupo no Paseo de la Alameda, debaixo de um sol forte. As datas são previamente marcadas, mas o fãs espanhóis ficam esperando até o dia em que um comunicado de afastamento do empresário da banda, Horacio Nieto, sair. A partir disso, fica esclarecido que a banda não iria mais lançar o disco tão esperado. Os sites de fãs da banda recebem o comunicado, sobre a saída do empresário que por muito tempo acompanhou os integrantes em todas as turnês realizadas pelos países latinos e Europa Oriental.
Neste mesmo período, a banda Erreway divide o sucesso com a banda mexicana RBD, que também fazia turnê no mesmo tempo em que Erreway estava na cidade. Durante a turnê, o grupo argentino se encontra com o mexicano e ao contrário do que acontece com os fãs das duas séries pelo mundo virtual, os integrantes das duas bandas tiveram um encontro histórico e super simpático em uma boate da capital espanhola. Pedro Damián, produtor e responsável pelo também fenômeno RBD, ficou meio assustado com o encontro, mais gostou do que viu. Em 19 de setembro de 2007, é lançado o álbum ao vivo Erreway en Concierto.

### 2017–2020: Relançamentos
O álbum compilatório Grandes Éxitos, foi lançado em 7 de julho de 2017, exclusivamente em plataformas digitais, não sendo publicado em formato físico. O álbum é composto pelos maiores sucessos do Erreway, de seus álbuns, Señales (2002), Tiempo (2003) e Memoria (2004).
Em outubro de 2019, foi lançado um remix da canção "Te Soñé" no iTunes, intitulado "Te Soñé (Cris Morena Remix)". Em dezembro de 2019, a HappyFM publicou um artigo com dez canções do Erreway que mais marcaram o público, sendo elas: "Bonita de más", "Resistiré", "Amor de Engaño", "Te Soñé", "Inmortal", "Tiempo", "Para Cosas Buenas", "Será Porque te Quiero", "Será de Dios" e a icônica "Rebelde Way".
Em 9 de dezembro de 2020, a criadora Cris Morena anunciou em seu perfil no Instagram, o lançamento do quarto álbum da banda Erreway, chamado Vuelvo. O disco foi originalmente gravado durante a turnê do grupo na Espanha, em meados de 2007, porém nunca foi lançado. O anúncio foi feito no dia em que Rebelde Way completou 1 ano de exibição na Netflix Latinoamérica. Ainda não há data de lançamento, mas o teaser publicado, informa que o lançamento acontecerá em 2021.

### 2024–presente: Juntos Otra Vez Tour
Em 25 de novembro de 2024, Camila Bordonaba, Benjamín Rojas e Felipe Colombo anunciaram uma turnê de reencontro, intitulada Juntos Otra Vez Tour.

## Filmografia
- É incluída apenas obras que contam com no minimo dois dos quatro integrantes originais do grupo, independente de seu ano de lançamento.

| Chiquititas 98 (1998)             | Patricia "Pato"            |                  | Yago                 |                      |
| Chiquititas (1999–2001)           | Camila Bustillo            | Luisana Mazza    | Bautista Arce        | Felipe Mejía         |
| Chiquititas: Rincón de Luz (2001) | Camila Bustillo            | Luisana Mazza    | Bautista Arce        | Felipe Mejía         |
| Rebelde Way (2002–2003)           | Marizza Pía Spirito        | Mía Colucci      | Pablo Bustamante     | Manuel Aguirre       |
| Erreway: 4 caminos (2004)         | Marizza Pía Spirito        | Mía Colucci      | Pablo Bustamante     | Manuel Aguirre       |
| Floricienta (2004–2005)           | Paloma/Julieta Mónaco      |                  | Franco Fritzenwalden | Miguel "Micki" Rojas |
| Alma pirata (2006)                |                            | Allegra Rigantti | Cruz Navarro         |                      |
| Son de Fierro (2007–2008)         | Karina                     |                  |                      | Lucho Fierro         |
| Atracción x4 (2008–2009)          | Malena Lacalle             | Nina Lacalle     |                      |                      |
| Atrapados (2011)                  |                            |                  | Gonzalo              | Román                |
| Mis amigos de siempre (2013–2014) | Maximiliano "Maxi" Barraco | Fidel Ríos       |                      |                      |
| Mi hermano es un clon (2018–2019) | Ignacio "Nacho" Carmona    | Luciano "Lucho"  |                      |                      |

### Rebelde Way
Rebelde Way é uma novela argentina produzida pela produtora Cris Morena Group e Yair Dori International (a atual Dori Media Group), transmitida pelo Canal 9 e América e exibida de 27 de maio de 2002 à 18 de dezembro de 2003. Em meados de 2006, a mentora Cris Morena assina contrato de parceria com a Televisa Networks e a mesma, inicia a comercialização do produto e com Dori Media Group, aumenta a visibilidade do programa para o resto do mundo, isto válido para a maioria dos produtos realizados pela produtora de Cris.
Criada por Cris Morena, mesma autora de Chiquititas e Floricienta. A série foi dirigida por Cris Morena, Martín Mariani e Mauro Scandolari e escrita por Cris Morena, Patricia Maldonado, Gloria Leguizamón, Norberto Lewin, Andrea Martínez e Maque Lagos.
Conta a história de adolescentes de diferentes classes sociais que convivem em um exclusivo colégio de classe alta. Eles superam suas diferenças, conflitos e indecisões para superar os típicos problemas dos jovens, como: drogas, sexo, preconceitos e claro, o típico relacionamento entre pais e filhos. Protagonizados por jovens entre 14 e 18 anos, a história tem como pano de fundo, o famoso Elite Way School, na cidade de Buenos Aires.
Rebelde Way é a versão original do sucesso mexicano Rebelde (Televisa), exibido pelo SBT entre 2005 e 2006.

### Erreway: 4 Caminos
Em 2004, RGB Entertainment Argentina e Viva Contenidos S.A., produziram o filme Erreway: 4 caminos. Estrelado pelos próprios atores de Rebelde Way, o filme entrou em cartaz nos cinemas argentinos em 1º de Julho de 2004. Mais de 300 mil espectadores, assistiram a aventura final de Mia, Manuel, Marizza e Pablo.

## Discografia

### Álbuns de Estúdio
- 2002: Señales
- 2003: Tiempo
- 2004: Memoria
- 2021: Vuelvo[16]

### Álbum ao vivo
- 2006: Erreway En Concierto

### Coletânea
- 2006: El Disco de Rebelde Way

### DVDs da novela
- 2007: Rebelde Way: 1ª temporada
- 2007: Rebelde Way: 2ª temporada

### DVD do filme
- 2005: Erreway: 4 caminos

### Vendas
| Ano  | País      | Álbum          | Disco |
| ---- | --------- | -------------- | --- |
| 2002 | Argentina | Señales        | Disco de Ouro (depois de vender mais de 50.000 cópias,) e de platina.O álbum ultrapassou a marca de 120.000 cópias vendidas na Argentina, em apenas 7 dias chegou à 10 mil cópias.                               |
| 2003 | Argentina | Tiempo         | Platino (40.000 cópias)obteve um grande êxito . O single "Tiempo", manteve-se durante 3 semanas em primeiro lugar nas rádios argentinas.                                                                         |
| 2004 | Argentina | Erreway CD+DVD | Platino (80 mil) |
| 2004 | Argentina | Memoria        | Ouro (100 mil cópias, assim ganhando o Disco de Ouro. mil)Este álbum é considerado pelos integrantes do grupo como o melhor de todos. Contém canções mais maduras e tem uma melhor participação dos integrantes. |

## Turnês
1. "Rebelde Way"
2. "Coullote Sexy"
3. "Amor de Engaño"
4. "Bonita De Más"
5. "Dos Segundos"
6. "Vale la Pena"
7. "Sweet Baby"
8. "Aún Ahora"
9. "Pretty Boy"
10. "Inmortal"
11. "Perder un Amigo"
12. "Te Soñé"
13. "Mi Vida"
14. "Rebelde Way" (Bis)
15. "We Will Rock You" (Queen Cover)
16. "Será Porque te Quiero"
17. "Sweet Baby" (Bis)
18. "Resistiré"

1. "Rebelde Way"
2. "Bonita De Más"
3. "Te Soñé"
4. "Perder un Amigo"
5. "Te Dejé"
6. "Vale la Pena"
7. "Sweet Baby"
8. "Aún Ahora"
9. "Pretty Boy"
10. "Inmortal"
11. "Mi Vida"
12. "Tiempo"
13. "No Soy Así"
14. "Será Porque te Quiero"
15. "Sweet Baby" (Bis)
16. "Rebelde Way" (Bis)
17. "Resistiré"

1. "Para Cosas Buenas"
2. "Vas a Salvarte"
3. "Te Soñé"
4. "Que"
5. "Dije Adiós"
6. "Nada Que Hablar"
7. "Me Dá Igual"
8. "Será Porque te Quiero"
9. "No Se Puede Más"
10. "No Estés Seguro"
11. "Sweet Baby"
12. "Inventos"
13. "Pretty Boy"
14. "Vamos al Ruedo"
15. "Te Dejé"
16. "Resitire" / "Bonita de Más"
17. "Será de Dios"
18. "Inmortal"
19. "Mi Vida"
20. "Rebelde Way"
21. "Para Cosas Buenas" (Bis)
22. "Tiempo

1. "Para Cosas Buenas"
2. "Vas a Salvarte"
3. "Memoria"
4. "Te Soñé"
5. "Que"
6. "Dije Adiós"
7. "Nada Que Hablar"
8. "Me Dá Igual"
9. "Será Porque te Quiero"
10. "No Se Puede Más"
11. "No Estés Seguro"
12. "Sweet Baby"
13. "Inventos"
14. "Vamos al Ruedo"
15. "Te Dejé"
16. "Resitire" / "Bonita de Más"
17. "Será de Dios"
18. "Inmortal"
19. "Mi Vida"
20. "Rebelde Way"
21. "Para Cosas Buenas" (Bis)
22. "Tiempo

1. "Rebelde Way"
2. "Vas a Salvarte"
3. "No Estés Seguro"
4. "Te Soñé"
5. "Invento / Pretty Boy"
6. "Que Estés"
7. "Dije Adiós"
8. "Sera Porque Te Quiero"
9. "Memoria"
10. "Vamos al Ruedo"
11. "Sweet Baby / Bonita de Más"
12. "Será de Dios"
13. "Inmortal"
14. "Tiempo"
15. "Resistiré"
16. "Sweet Baby"
17. "Para Cosas Buenas"

1. "Girar"
2. "Rebelde Way"
3. "Memoria"
4. "Tiempo"
5. "Solo se"
6. "Que estés"
7. "Dame"
8. "Vamos al ruedo"
9. "Te soñe"
10. "Mi vida"
11. "Vivo como vivo"
12. "Será de Dios"
13. "Dije adiós" / "Amor de engaño"
14. "Me da igual"
15. "No estés seguro"
16. "Asignatura Pendiente"
17. "Que se siente"
18. "Vas a salvarte"
19. "Inmortal"
20. "Bonita de más"
21. "Para cosas buenas"
22. "Será porque te quiero"
23. "Resistiré"
24. "Sweet Baby"